# 프랑스 왕국
프랑스 왕국(프랑스어: Royaume de France)은 프랑스의 왕정 시대를 말하는 것으로, 카페 왕조가 들어선 987년부터 루이 16세의 퇴위 이전인 1792년까지의 프랑스를 뜻한다. 공식 국명은 1791년 이전에는 프랑스-나바르 왕국(프랑스어: Royaume de France et Navarre)이었고, 1791년부터 1792년까지는 프랑스 국민의 왕국(프랑스어: Royaume des Français)이었다. 왕정은 1792년 9월 21일에 끝이 났다.
프랑크인의 왕 클로비스 1세는 세례를 받으며 프랑크 왕국과 카톨릭 교회와의 동맹에 조인했다. 이 동맹은 프랑스 왕국 내에서 랭스에서 열리는 대관식을 통해 왕 자체에 군주 신권설을 부여한 1824년까지 지속되었다. 카페 왕조 초기의 왕들은 맏아들을 자기 살아생전에 왕좌에 앉히고자 분투했는데, 그들의 권력이 일드프랑스에 국한돼있었기 때문이다. 필리프 오귀스트 때에서야 그들이 공식적으로 프랑스의 왕이라는 명칭을 사용할 수 있었고 왕국 전체에 권력을 행사할 수 있게 되었다. 프랑스 왕국의 전신인 서프랑크 왕국의 영토는 843년 카롤링거 제국에서 분리된 이후로 서 프랑크의 왕을 영주로 삼은 봉건 제후들의 영지들로 이루어졌다.
제후들의 세습 영지를 왕실령으로 통합하는 데에 있어서 왕실 행정기관의 설치가 요구됐다. 성 루이는 심판자로서의 그의 역할을 가장 중요시했고, 고등 법원 (le Parlement, cour supérieure de justice)을 창설한다. 백년전쟁은 샤를 7세에게 군대와 영속적인 세금을 도입할 수 있는 기회였다. 루이 13세의 재상 리슐리외와 루이 14세는 귀족 출신의 관리를 왕의 대리인으로써 지방에 파견하여 그 곳의 왕권을 강화했다.
어린 국왕의 치세와 내란이라는 격란의 시대는 계속 절대 권력을 얻고자 하는 왕정에 의문을 가했다. 이 도전은 계몽 사상의 확산과 그것이 전달한 가치로 인해 가장 명백한 성격을 지녔다. 프랑스 혁명이 입헌 군주정 확립에 이르렀으나 군주정은 여러 이유로 인해 1792년, 1830년 그리고 1848년에 차례차례 실패했으며 마침내 프랑스의 왕정 종식을 야기했다.

## 역사

### 중세
중세 프랑스는 프랑스의 근대 시기 이전에 속하는 시대를 대략 구분한 것으로, 987년 카페 왕조의 성립에서부터 15세기 중반에 이르는 시대를 말한다.
카롤링거 왕조가 이후에 두 가문들이 권력 투쟁을 하다가 중단하다가 다시 시작하고를 반복했던 권력 투쟁을 거쳐, 위그 카페가 987년에 프랑스 왕국의 초대 왕으로 즉위하였다. 그는 샤를마뉴 대제의 외손자였으며 파리의 백작이었고, 스스로 프랑크의 공작에 올랐을 만큼 강한 권세를 누리고 있었다. 그는 발루아 가문, 부르봉 가문의 분파까지 포함하는 카페 왕조를 창설하였고, 그 왕조는 800년이 넘는 세월동안 프랑스를 통치하였다.
카롤링거 왕조 시기에는 수 세기에 걸쳐 프랑스에서 발달하게 될 여러 제도들이 점진적으로 출현하였다. 왕실의 승인을 받은 행정 당국은 왕국의 귀족으로 구성되었으며, 그러한 승인에 대한 보상으로 귀족들은 왕실에 대해 충성하였고 군사적인 원조를 하였다.(물론 귀족이 항상 그랬던 것은 아니다)
그러한 옛 질서는 새 왕조가 센강 중류와 그 인접 지역을 넘어선 지역에 대한 직접 통제를 거의 하지 못하면서 사라졌다. 반면에 막강한 힘을 지닌 지역 영주들은 그 세력을 넓혀갔다. 예를 들어 10세기부터 11세기에 이르는 기간 동안 블루아의 영주는 보호와 원조를 위해 낮은 신분의 귀족과 맺은 사적인 협의와 혼인을 통해서 자신의 영역을 확장하였다.
상황은 갈수록 악화되었다. 루이 7세(재위:1137년 ~ 1180년)와 이혼(1152년)한 프랑스의 전 왕비인 알리에노르는, 노르망디 공작과 재혼하였다. 알리에노르는 아키텐 공작이 다스리던 프랑스 서남부 지역을 물려받은 인물이었다. 1154년에 노르망디 공작이 영국왕으로 즉위하였는데, 그가 헨리 2세다. 헨리 2세는 자신의 어머니인 마틸다를 통해 노르망디 공국을, 아버지로부터는 앙주 지방을 물려받은 인물이었다. 알리에노르와 그녀의 네 아들 중 세 명이 이끈 1173-1174년의 반란군이 패한 이후에, 헨리 2세는 알리에노르를 감옥에 가두었다. 그리고 그는 자신의 봉신을 브르타뉴 공작으로 임명했으며, 그 결과 프랑스 서부를 다스리게 된 그는 프랑스 왕실보다 더 큰 힘과 더 넓은 영토를 지니게 되었다. 그러나 헨리의 후손들 사이에서 헨리 2세의 프랑스 영토를 분할하는 문제로 벌어진 논쟁이 벌어지고, 존 왕과 필리프 2세 사이의 분쟁과 얽히면서, 결국 프랑스 왕 필리프 2세는 헨리 2세가 프랑스 내에서 차지했던 영토의 대부분에 대한 영향력을 회복하였다. 1214년에 벌어진 부빈 전투에서 프랑스가 대승을 거둔 이후에, 영국 왕실은 남서부의 귀예네(Guyenne)공국에 대해서만 권력을 행사할 수 있었다.
루이 9세의 통치 기간 동안 프랑스는 사회 전 영역에서 큰 발전을 이루었고, 왕은 훌륭한 기사이자 모범적인 그리스도인으로 인정받았다. 사후에 루이 9세는 시성되어, "성왕 루이"(성왕 루도비코)라고 불렸다.

#### 백년전쟁
성전 기사단의 저주를 받은 왕 중 한 명인 1328년 프랑스 카페 왕조의 샤를 4세가 남자 후계자 없이 사망하자, 그의 4촌 형제인 발루아가의 필리프 6세(재위:1328년 ~ 1350년)가 왕위에 올랐다. 그러나 여자가 직접 왕위계승이 불가능하다 하더라도 만일 그녀의 아들에게 계승시킬 수 있다면 영국 왕 에드워드 2세의 왕비 이사벨라(마지막 카페 왕조의 국왕이었던 샤를 4세의 누이)의 아들인 에드워드 3세(재위:1327년~1377년)가 왕위 계승자가 된다는 주장도 성립되었다. 이것을 핑계로 삼아 영국왕 에드워드 3세는 프랑스 왕위를 자신이 계승해야 한다고 주장하여, 양국간에 심각한 대립을 빚게 되었다. 이 참에 영국과 프랑스를 하나로 한 거대한 왕국을 세울 욕심을 갖게 된 것이다.
필리프 6세 입장에서도 자신의 신하 중에 자신을 능가하는 세력이 있다는 것은 결코 좋은 일이 아니었다. 게다가 그는 타국의 왕이기도 했다. 영국 왕이 프랑스 국왕의 신하로서 가지고 있는 봉토를 몰수하여 프랑스 국왕의 위신을 높여야 할 필요성과 욕심을 가지고 있었다. 영국 왕의 왕위계승권 주장도 참을 수 없는 일이었다. 영토 문제와 왕위계승권 문제로 인한 두 왕가의 갈등은 대화로 풀 수 있는 상황이 아니었다.
프랑스는 전쟁 제1기(1337-1360)동안 영국군에 밀려 패했고, 이런 불리한 상황을 제2기(1369-1396) 초반에는 역전시킬 수 있었다. 하지만 1415년에 영국의 헨리 5세가 아쟁쿠르(Agincourt)에서 프랑스군을 산산조각 내면서 크게 승리하였다. 이런 상황에서 프랑스 왕실 내부적으로는 아르마냐크와 부르고뉴 지방으로 당파가 나뉘자, 헨리 5세는 1420년의 트루아 조약을 맺고 7년간 파리를 다스리는 왕이 되었다. 프랑스의 왕실의 영역은 루아르강 이남으로 제한되었다.
위기에 처한 프랑스는 1429년 잔다르크가 등장하면서부터 전세를 뒤집을 수 있었다. 그녀는 영국 군에 포위당한 오를레앙을 구하고 역대 프랑스 왕들이 즉위식을 거행한 랭스에서 샤를 7세의 대관식을 치르게 하라는 신적인 음성을 들었다고 주장했다. 실제로 그녀는 샤를 7세의 지원을 받아 프랑스 군을 이끌어 오를레앙을 구했고, 샤를 7세는 랭스가 탈환된 이후인 1429년에 대관식을 치렀다. 그러나 그녀는 부르고뉴 군에 붙잡혀 영국군에 포로로 팔렸으며, 1431년 루앙에서 종교재판을 받고 마녀로서 화형당했다.
1435년에 부르고뉴 공작과 프랑스 왕 사이에 화해가 이루어져서 내부 분란이 종식되었고, 1436년에는 프랑스가 파리를 되찾았으며, 1450년에는 노르망디를 회복하였다. 1558년 영국군은 프랑스 내에서 자신들의 마지막 근거지이었던 칼레 시를 떠나야했다. 영국과의 전쟁에서 승리한 이후, 프랑스는 이전에는 별개의 독립국가이었던 부르고뉴 공국과 브르타뉴를 합병하고 강력한 왕국이 되었다.
한 세기에 걸친 전쟁이 끝난 후 프랑스가 입은 피해 엄청났는데, 특별히 1348년에 흑사병이 이탈리아로부터 프랑스에 상륙한 것이 피해를 심화시켰다.

### 근세
근세 프랑스는 프랑스의 역사에서 15세기 말 프랑스 르네상스부터 18세기 말 프랑스 대혁명까지 해당하는 시기이다. 이 시기에 프랑스는 봉건제에서 벗어나 절대왕정으로 불리는 중앙집권화된 국가로 변화하였다. 절대왕정은 왕권신수설과 로마 가톨릭교회에 의해 지지를 받았으나 억압적인 체제는 결국 프랑스 혁명을 가져오는 원인이 되었다.
중세 후기인 14세기 초반까지 프랑스는 영토 내의 많은 곳이 외국 국왕이나 봉건 영주의 봉토로 분할되어 있었다. 특히 프랑스의 북부 지역 상당수는 잉글랜드 국왕의 봉토였다. 15세기 중반인 1453년이 되어서야 끝난 백년 전쟁 이후 잉글랜드의 봉토가 사라졌지만 프랑스 내의 상당 지역은 여전히 사실상 자치권을 행사하는 봉건 영주의 봉토가 남아있었다.
특히 신성 로마 제국의 황제이기도 했던 부르고뉴 공국의 통치자 막시밀리안 1세는 프랑스 동부의 상당 지역을 자신의 봉토로 삼고 있었다. 이 외에도 남부의 아르마냐크 지역과 툴루즈, 앙주 등도 자치적인 봉건 영주에 의해 지배되고 있었다. 이들 각 지방의 봉건 영주들은 형식상 프랑스 국왕의 신하였으나 사실상 자신의 봉토에 대한 자치권을 확보하고 있었고 때때로 국왕에 대해 반기를 들었다.
샤를 7세는 백년 전쟁에서 승리한 후 프랑스 내의 잉글랜드 봉토를 국왕의 직할령으로 편입하였다. 샤를 7세의 뒤를 이어 즉위한 루이 11세는 각지의 귀족 반란을 진압하고 중앙집권제의 기틀을 마련하였다. 이후 16세기까지 이어진 발루아 왕가의 치세 동안 프랑스는 점차 왕권이 강화되면서 중앙집권제의 형태를 띠게 된다.
발루아 왕가는 17세기 앙리 3세에 이르러 대가 끊어지고 그 뒤를 부르봉 왕가의 앙리 4세가 이었다. 부르봉 왕가는 원래 칼뱅주의를 신봉하는 위그노였지만 앙리 4세는 왕위를 이어받기 위하여 로마 가톨릭교회로 개종하였다. 그러나, 앙리 4세는 가톨릭 신자가 후에도 개신교에 대해 관대한 정책을 유지하였고 낭트 칙령을 통해 종교의 자유를 인정하여 위그노 전쟁을 끝맺었다.
부르봉 왕가는 지속적으로 중앙집권제와 군주 권력의 강화를 추구하였으며, 루이 13세 대에 이르러 왕권신수설을 바탕으로 하는 절대 왕정을 확립하였다. 후술할 루이 14세 역시 “짐이 곧 국가”라는 말로 절대적인 군주의 권력을 자랑하였다. 절대 왕정을 기반으로 하는 근대 초기 프랑스의 정치 체제는 프랑스 혁명 이후 구체제(프랑스어: Ancien Régime 앙시앵 레짐[*])로 불리게 되었다.

#### 태양왕 루이 14세

이아생트 리고가 그린 루이 14세의 초상화 (1701년)

태양왕이라는 별칭으로 잘 알려진 루이 14세의 재위기 (1643년~1715년)에는 리슐리외 추기경의 뒤를 이어 쥘 마자랭 추기경이 국왕의 선임대신으로서 외교를 주도해 나가며 유럽 내 지배적 권력을 행사하였다. 마자랭 추기경은 프랑스 왕립해군의 창설을 추진하여 기존 전함규모가 25척에 그쳤던 것을 200척에 준하는 대형 함대로 발전시켜 나갔으며 프랑스 왕립육군의 규모도 대폭 확대하였다. 이러한 군사력 증강을 기반으로 프랑스 대부분의 지역이 국왕의 직접 통치하에 놓이게 되었고 여러 차례의 대외 전쟁을 통해 영토를 확장하였다. 특히 1667년 상속 전쟁, 1672년 프랑스-네덜란드 전쟁을 치르며 프랑스 북부 아르투아와 플란데런, 북동부 부르고뉴 공국 등을 합병하여 국토를 넓혀 나갔지만, 왕정권력을 향한 반대세력의 확대와 날로 늘어나는 국가부채를 대가로 치렀다.
루이 14세는 권력의 기원을 신으로 두고 군주제를 향한 지상의 구속력은 없다는 왕권신수설의 신봉자로서, 수도 파리로부터 전국토의 통치가 이루어지는 중앙집권화를 계속해서 이어나갔다. 프랑스의 일부 지역에 여전히 남아 있는 봉건제의 잔재를 타파하려 노력하였으며, 파리 외곽에 호화궁전인 베르사유궁을 건설하여 과거 프롱드의 난과 같은 사건이 재발하지 않도록 귀족들을 초대하여 정기적으로 머무를 것을 명하였다. 이러한 정책을 통해 루이 14세는 프랑스의 절대군주체제를 공고히 하며 프랑스 혁명이 벌어지는 18세기 말까지 약 150년간의 안정된 정치기반을 이루어냈다.
1685년 루이 14세는 낭트 칙령을 폐지함으로써 프랑스의 완전한 종교통일을 이룩하기 위한 조치에 나섰다. 폐지 직후 이어진 박해 속에서 프랑스 국외로 탈출한 개신교 신자들은 15만에서 30만 명에 달하는 것으로 추정된다. 이른바 위그노라 불리는 개신교도들의 탈출 행렬은 18세기 말까지 계속되어 수많은 지식인과 기술장인 등 인력유출의 원인이 되었다. 국왕 주도의 종교박해는 일부 가톨릭교 종파로도 확대되었는데 특히 자유의지를 부정하면서 교황으로부터 비난받았던 얀센주의자들이 대표적이었다. 루이 14세로서는 과거 모든 교회재산을 교황청이 아닌 국가 관할로 둠으로서 적대관계가 되었던 교황과의 신뢰관계를 회복하는 계기로 삼았다.
1688년에는 루이 14세의 호전성을 경계하던 신성로마제국과 잉글랜드 왕국, 스페인 제국 등이 대동맹을 결성하면서 9년 전쟁이 발발했다. 1697년 종전 이후 머지않아 1700년 11월 스페인의 카를로스 2세가 사망하면서 스페인 합스부르크 왕조의 종식을 알렸다. 스페인 제국의 상속을 노리던 루이 14세로서는 뜻밖에도 카를로스 2세가 프랑스 왕실가문의 손자 필리프 당주 공작을 후계자로 임명하면서 문제가 복잡해지게 되었다. 이는 곧 스페인이 프랑스의 영구적인 동맹국이 되었음은 물론, 스페인 국왕이 프랑스 국왕의 명령을 따를 수 있는 위성국으로까지 나아갈 수 있다는 이야기였다. 갑작스러운 국력 균형의 변화로 유럽의 각 군주들은 분노를 금치 못했으나 그렇다고 합스부르크가의 다른 후손에게 넘긴다 하더라도 신성로마제국, 스페인, 이탈리아를 아우르는 카를 5세 시절 거대제국의 재림을 피할 수 없었다. 9년간의 긴 전쟁을 이제 막 끝마친 시점에서 또다른 전쟁은 루이 14세로서도 부담스러운 선택지였으나, 스페인을 향한 루이 14세의 야망을 두고볼 수 없었던 타국들의 의지로 1701년 스페인 왕위 계승 전쟁이 발발하여 1714년까지 이어졌다.

### 구체제 말기와 프랑스 혁명

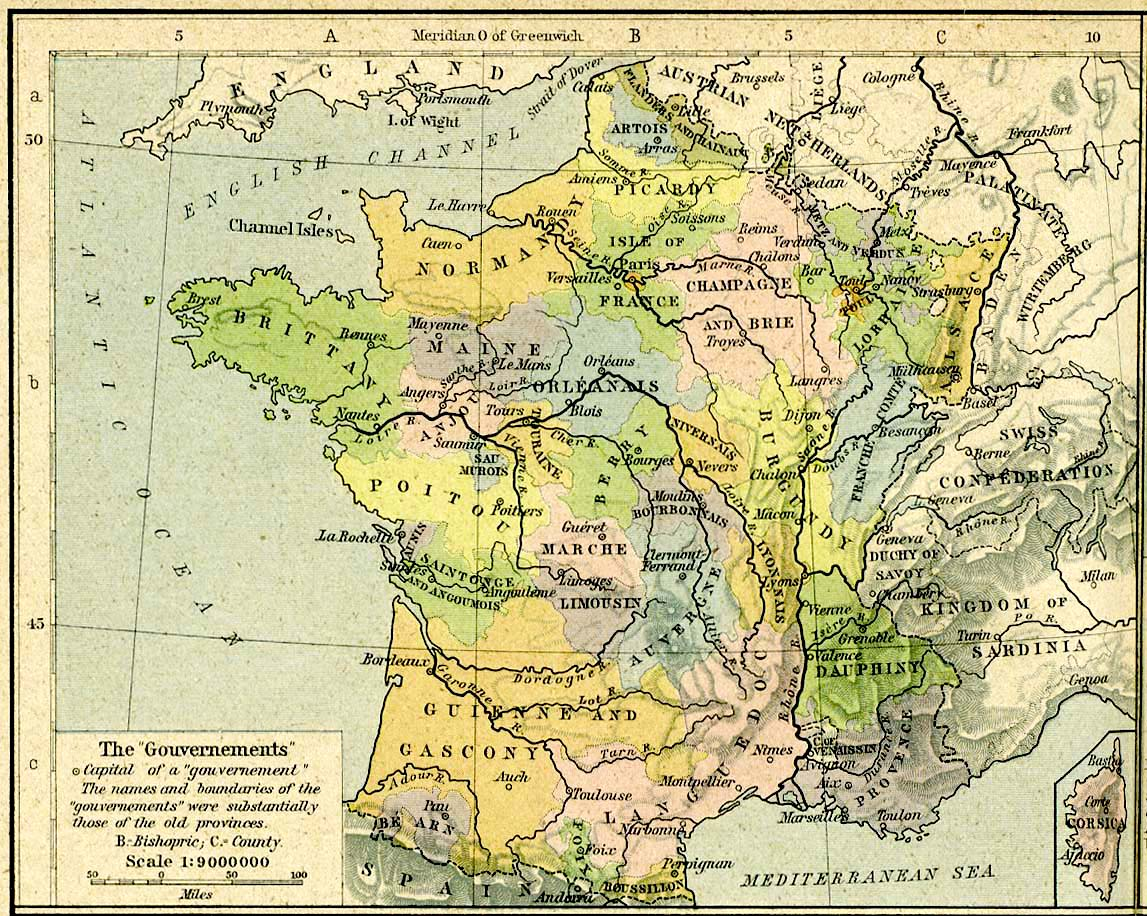
프랑스 왕국의 지도 (1789년)

루이 15세 재위기 (1715년~1774년)는 선임대신 필리프 2세 도를레앙 공작과 그 후계자인 국무총리 플뢰리 추기경의 수권하에 평화와 번영의 시기로 돌아오는 계기를 만들었다. 두 차례의 큰 전쟁으로 빈곤해진 유럽은 장기간의 평화를 유지할 수밖에 없었지만, 폴란드 왕위 계승 전쟁 (1733년~1735년) 등 사소한 분쟁은 계속되고 있었으며, 결국 1740년 오스트리아 왕위 계승 전쟁이 벌어지면서 다시금 대규모 전쟁이 벌어졌다. 이후 영국과 프로이센의 국력증강을 경계하던 프랑스는 1756년 두 국가의 오랜 적국인 합스부르크가 오스트리아와 동맹을 맺으며 이른바 '외교 혁명'의 계기를 만들었으나, 이어지는 7년 전쟁으로 패전을 겪은 프랑스는 재정고갈 문제와 북아메리카 식민지 (누벨프랑스) 상실이라는 현실을 마주하게 되었다.
18세기 프랑스는 전반적으로 군주제와 사회질서를 향한 불만이 늘어나던 시기였다. 루이 15세를 향한 백성들의 민심은 쇠약한 모습과 지나친 성생활, 자국 식민지의 영국 양도 등으로 악화되고 있었다. 이는 전임자 루이 14세가 군주의 권위를 강화했던 것과는 달리 루이 15세는 본의아니게 왕권을 약화시켰다는 점에서 특히 비교되었다. 볼테르를 비롯한 당대 프랑스 철학자들은 일련의 저작을 통해 왕정을 향한 불만을 적극 표하였으나, 루이 15세는 이들의 주장을 무시로 일관하였다. 1774년 루이 15세가 천연두로 사망할 당시 눈물을 보인 백성들은 없다시피 한 실정이었다.
당시 프랑스는 바다 건너 이웃국가 영국에서 도래하던 산업혁명을 경험하지 못하고 있었던 반면, 봉건제가 철폐되었다곤 하지만 여전히 어리석고 경박하고 답답한 구식제도와 상류층에 점점 더 좌절감을 느끼는 여론이 도시의 신흥중산층을 중심으로 생겨나고 있었다. 프랑스 사회의 교육계층을 중심으로 계몽주의 사상이 자리잡게 된 것도 이 시기에 해당된다.
루이 15세의 뒤를 이어 즉위한 손자 루이 16세는 초반에는 민심을 얻었지만 1780년대 들어서면서부터 국민들의 혐오 여론에 시달리게 되었다. 루이 16세가 오스트리아 대공 마리 앙투아네트와 결혼하자 앙투아네트를 향한 좋지 않은 소문이 퍼져나가며 민심악화에 힘을 보탠 한편, 미국 독립 전쟁에 개입하면서 나라 재정을 더욱 악화시킨 것도 위기에 한몫했다.
국가부채 문제가 더 이상 좌시할 수 없는 문제에 이르자 루이 16세는 튀르고를 재정총감에, 말제르브를 국무장관에 임명하며 급진개혁을 추진토록 하였으나, 귀족층의 저항으로 1776년 튀르고 내각은 실각하고 말제르브도 국무장관에서 물러났다. 그들의 뒤를 이어 자크 네케르가 임명되었지만 네케르 역시 1781년에 사임, 칼론-브리엔 체제를 거쳐 1788년 네케르가 다시 국무장관으로 임명되었다. 이 해 프랑스는 혹독한 겨울로 식량부족을 겪으며 백성들의 원성을 샀고 프랑스 전역이 언제라든 불만이 폭발할 수 있는 거대한 화약고로 변하고 말았으며, 이는 이듬해 1789년 7월 프랑스 혁명의 도화선이 되었다.
1791년 9월 3일 프랑스 혁명정부는 절대군주제의 권력을 제한하고 임시 입헌군주제를 도입함으로서 948년간 이어져 왔던 프랑스 왕실의 권력이 처음으로 축소되었다.  그러나 이 역시 오래 지속되지 못하고 1792년 9월 21일 프랑스 제1공화국이 선포되면서 프랑스 왕정은 사실상 폐지되었다. 1793년 1월 21일 루이 16세가 혁명 광장의 단두대에서 처형됨으로서 구체제의 마지막 국왕으로 기록되었으며, 이후 프랑스는 25년간 공포정치의 도래와 계속되는 처형, 공화국 체제를 통한 임시정부 수립, 나폴레옹 보나파르트 치하의 프랑스 제1제국기를 맞이한다.

### 왕권 축소와 부르봉 왕정복고
프랑스 혁명을 통한 왕정폐지와 나폴레옹 치세의 프랑스 제1제국을 맞이했던 프랑스는 1814년 반나폴레옹 유럽 강대국으로 구성된 제6차 대프랑스 동맹이 나폴레옹을 축출하고 부르봉 왕가를 재옹립하면서 왕정복고가 이루어지게 되었다. 그러나 엘바섬에서의 망명을 마치고 파리로 돌아온 나폴레옹 1세는 다시 한번 프랑스 황제로서 짧게나마 통치권을 되찾았는데 이를 백일천하라고 부른다.
1815년 제7차 대프랑스 동맹이 워털루 전투를 계기로 나폴레옹 축출을 다시 한번 성공시키면서 부르봉 왕정복고가 다시금 이루어지게 되었다. 이때 루이 16세의 형인 프로방스 백작이 루이 18세로 즉위하면서 부르봉 왕정복고시대의 첫 국왕이 되었다. 루이 18세는 의회 설립과 헌장 제정을 허용하는 등 혁명과 구체제의 유산들을 계승하는 데 노력하였다.
루이 18세 재위기의 프랑스는 헌장제정과 신흥 부르주아 계급을 지지하는 자유주의파, 왕정과 혁명의 조화를 지지하는 교조파, 그리고 혁명유산을 전적으로 거부했던 귀족층과 성직자 중심의 극단왕당파의 3파 갈등으로 대표된다. 이들 세력간의 평화는 내정개입에 신중하면서도 절제된 국왕의 태도와 리슐리외 공작 등 정치인의 노력으로 이루어졌다. 1823년 스페인에서 자유주의파 반란이 벌어지자 왕당파는 프랑스의 개입을 주장하였고 스페인 국왕 페르난도 7세의 1812년 스페인 헌법 폐지에 일조하게 되었다.
루이 18세의 질서유지 노력은 1824년 9월 16일 본인의 사망과 함께 끝이 났으며, 형 아르투아 백작이 그의 뒤를 이어 샤를 10세로 즉위하게 되었다. 샤를 10세는 극단왕당파와 가톨릭교회를 지지하는 강력한 반동주의 성향의 국왕이었다. 샤를 10세 재위기부터는 신문의 검열이 강화되고 신성모독 금지법이 통과되는가 하면 국외로의 이민 배상금도  대폭 늘었다. 한편으로 그리스 혁명에 개입하여 그리스 반란군을 지지하고, 프랑스의 알제리 정복이 시작된 시기이기도 했다.
1830년 3월 18일, 프랑스 의회의 교조파는 국왕의 절대주의 성향에 반대하고 의회의 권한을 유지함으로서 사실상 완전한 의원내각제 체제로의 전환을 지지하는 221인 연설에 나섰다. 샤를 10세는 의회의 연설을 왕권에 대한 도전으로 받아들였고, 그해 7월 25일 의회의 권한을 축소하고 절대왕정을 재확립하기 위한 생클루 4대 법령 (7월 법령)을 공포하였다. 이에 반대하는 세력은 의회 폭동과 파리의 바리케이드 시위로 대응하며 7월 혁명의 서막을 알렸다. 결국 샤를 10세는 퇴위를 발표하였으며, 아들 루이앙투안 다르투아 역시 왕위계승을 거절하였다. 결국 왕위는 샤를 10세의 손자 샹보르 백작 앙리에게 돌아갔고, 사촌 오를레앙 공작이 섭정으로 임명되었다. 그러나 이 역시 조치가 너무 늦은 바람에 자유주의파가 왕정을 장악하는 것으로 끝났다.

### 7월 왕정

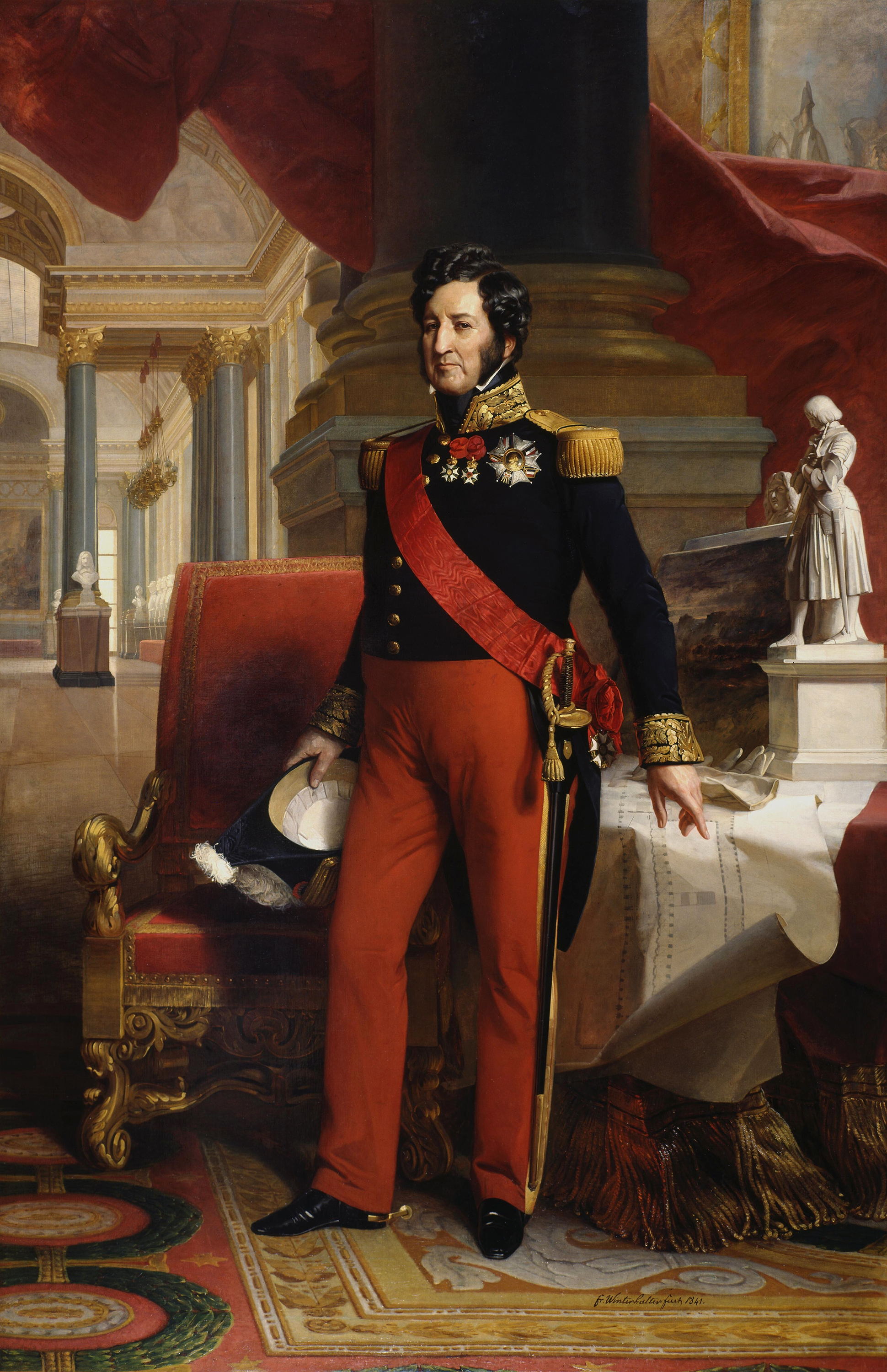
루이 필리프 1세의 초상화 (1841년)

1830년 8월 9일 프랑스 하원은 오를레앙 공작 루이 필리프를 국왕으로 선출하여 루이 필리프 1세로 즉위시켰다. 루이 필리프 1세는 프랑스 혁명 이래 처음으로 국가가 아닌 국민의 통치자로 임명된 국왕이 되었다. 부르봉 왕가를 상징하는 백기는 삼색기로 대체되었으며, 1830년 8월 신헌장이 제정됨으로서 7월 왕정의 시작을 알렸다.
루이 필리프 1세는 프랑스 총리에 은행업자 카시미르 페리에, 학자 프랑수아 기조, 장드디외 술트 장군 등을 임명하며 '시민의 왕' (Roi-Citoyen)이란 별명을 얻었다. 대외적으로는 알제리 정복을 계속해 나가는 한편으로 본격적인 해외진출에 나서 기니만, 가봉, 마다가스카르, 마요트 등지에 새로운 식민지를 건설하고 타히티를 보호령으로 삼았다. 그러나 초기의 개혁정책에도 불구하고 루이 필리프 1세는 전임 국왕과 별다르지 않았는데, 특히 사회적인 면에서 부르주아 계층이 과거 귀족계층을 대신하게 된 반면, 노동계급은 선거에서 소외되고 있었다.
7월 왕정은 잇따른 부패 스캔들과 금융위기에 시달렸으며, 샹보르 백작을 지지하는 정통파와 왕권회복을 주장하는 부르봉파, 왕족에 맞서 싸우며 민주주의 기본원칙을 지지하는 보나파르트파와 공화파 세력은 왕정에 대항하는 주요 세력으로 자리잡고 있었다. 루이 필리프 1세는 이러한 반대파들을 검열로 탄압하고자 하였으나 1848년 2월 혁명을 모의하던 연회운동 (Campagne des banquets)을 진압한 것을 계기로 파리와 프랑스 전역에서 폭동이 벌어지면서 2월 혁명이 시작되는 계기를 낳았다. 국민위병은 시위대를 진압하라는 국왕의 명령을 거부했고 결국 루이 필리프 1세는 영국으로 도피하였다.
1848년 2월 24일 왕정폐지와 함께 프랑스 제2공화국이 출범하면서 프랑스는 공화제 국가로 되돌아갔다. 1870년대 프랑스 제3공화국 시기에 이르러 왕정복고를 실현하려는 시도가 있었으나 실패로 돌아갔고, 현재까지 프랑스의 왕정 체제는 부활되지 않고 있다.

## 영토

987년~996년 위그 카페 재위기 당시의 서프랑크 왕국. 왕실직할령은 파란색으로 표시되어 있다.

1030년 프랑스 왕국의 영토. 왕실직할령은 하늘색으로 표시되어 있다.

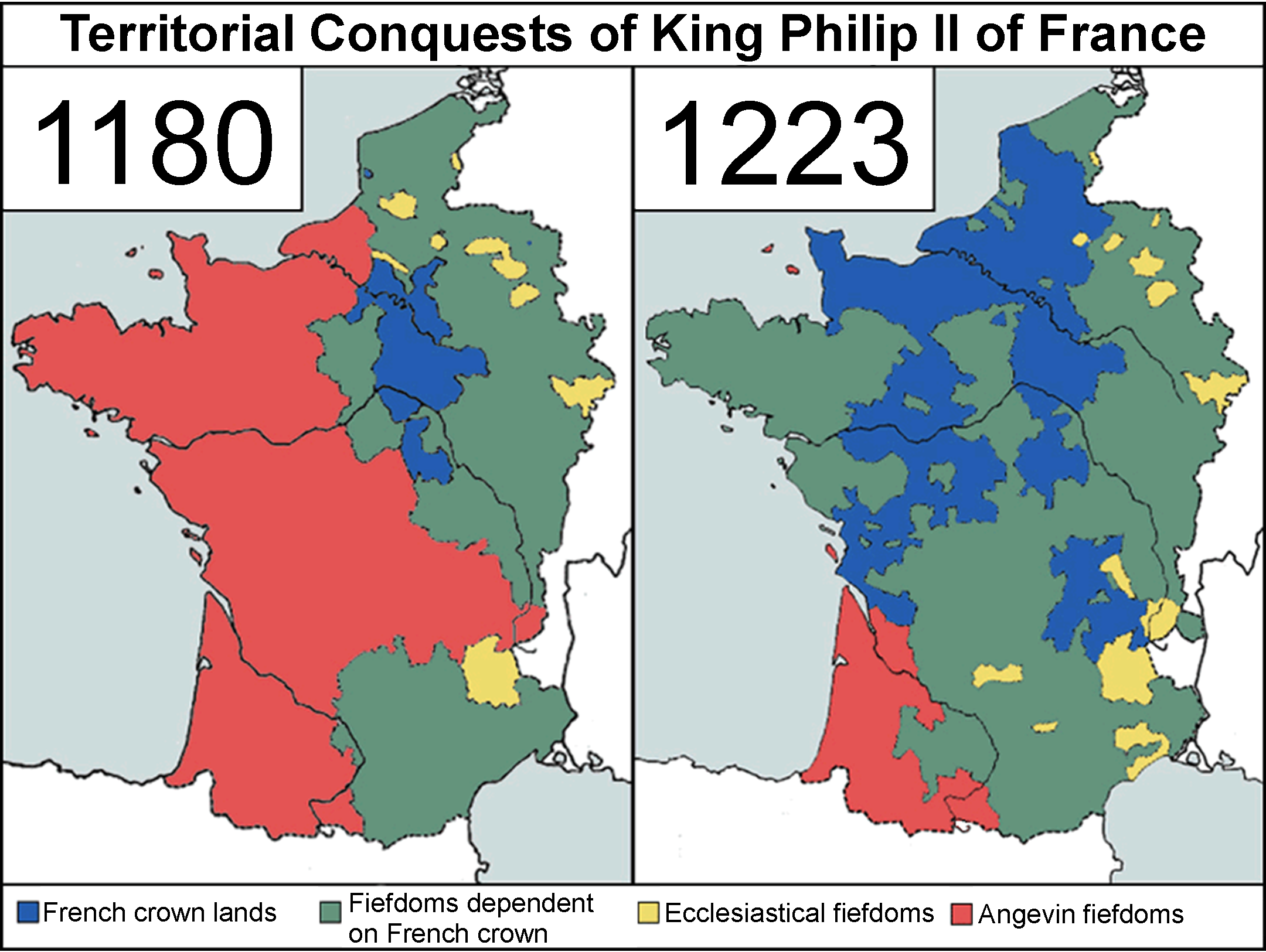
1180년~1223년 필리프 2세 재위기의 프랑스 왕국 영토

서프랑크 왕국에서 카페 왕조가 들어설 당시, 오늘날 프랑스 영토에 해당되는 지역 가운데 국왕이 통제하는 영토는 일드프랑스, 랭스, 부르주, 오를레앙 등 극히 일부에 불과했다. 왕실직속령 외에 국왕에 충성을 바치는 종속국으로 샹파뉴 백국, 블루아 백국, 부르고뉴 공국, 플란데런 백국 (1369년 부르고뉴 공국에 편입), 부르봉 공국 등이 있었다. 이 시기 북쪽으로는 바이킹의 침공으로 노르망디 공국이 세워졌고, 서쪽으로는 국왕의 강력한 라이벌로 꼽히는 앙주 공작령이 있었으며 11세기에는 앙주 제국을 거쳐 잉글랜드 왕국으로 상속되기에 이르렀다.
서프랑크 왕국의 영토 대부분이 국왕의 통치하에 있게 된 것은 12세기 말 필리프 2세 재위기에 이르러서였으며, 1204년 노르망디 공국과 투랭 백국을 합병하며 '프랑스 국왕'임을 자칭한 최초의 국왕으로 기록되었다. 이후 1225년 앙주 백국과 메인 백국 병합, 1271년 오베르뉴 백국과 툴루즈 백국 병합, 1316년 샹파뉴 백국의 왕실직속령 전환, 1391년 블루아 백국의 왕실직속령 전환 등 영토 확장이 꾸준히 이루어졌다. 도피네 지역의 경우 1349년 프랑스 국왕이 소유하게 되었으나 신성로마제국의 일부로 유지되었다.
14세기 들어 영국의 플랜태저넷 왕조와 프랑스의 카페 왕조 간의 분열로 백년 전쟁이 발발하였고, 유럽 본토의 잉글랜드 영토는 15세기 중반이 되어서야 프랑스의 영토로 되돌아오게 된다. 1453년 백년 전쟁 종전 시점에서 프랑스에 양도된 영토로는 아키텐 공국 (푸아투 백국, 라마르슈 백국, 앙굴렘 백국, 페리고르 백국, 생통주 백국, 리무쟁 자작령, 가스코뉴 공국)과 브르타뉴 공국이 있었는데, 브르타뉴의 경우 브르타뉴 상속 전쟁으로 분쟁을 겪다 프랑스에 편입된 것으로 1547년에 왕실 직할령이 되었다.
지금의 프랑스 동부 일대는 처음부터 서프랑크 왕국의 영토가 아니었으며 한동안 신성로마제국의 여러 공국, 백국 등으로 쪼개져 있다가 근대 초기에 이르러서야 프랑스의 영토로 편입된다. 1477년 부르고뉴 공국 편입을 시작으로 추가 영토 확장에 나선 프랑스는 1558년 칼레 편입, 1620년 나바라 왕국 편입, 1648년 알자스 편입 (베스트팔렌 조약)을 이루었다. 1659년에는 아르투아 백국을 편입하는 동시에 피레네 조약 체결로 루시용과 페르피냥. 몽메디, 뤽상부르, 플란데런 일부 지역을 양도받았다.
1668년에는 부르군트 자유백국을, 1679년에는 프랑스령 에노를 편입하였으며 1713년 오랑주 공국, 1766년 로렌 공국 편입으로 프랑스의 육각형 국토가 완성되었다. 이후 프랑스는 1769년 코르시카 침공에 나서 지중해 영토의 추가확보에 성공하였으며, 구체제 말기였던 1791년에는 교황령의 영토였던 베네생 백국을 편입하였다.

## 군주
왕(Roi)은 프랑스 왕국 체제의 중심 인물이다. 왕의 의사는 법을 제정케 했으나 그는 먼저 대신들(cour), 그 다음에는 고문 (conseil)의 조언을 받아야 하는 의무를 지녔다. 왕은 그의 대권을 행사하고자 돈으로 매매 가능한 관직에 그의 권력을 위임하기도 하고 여러 공무원들을 관리하기도 했다.

### 카페 왕조
- 위그 카페 (987년~996년)
- 로베르 2세 (996년~1031년)
- 앙리 1세 (1031년~1060년)
- 필리프 1세 (1060년~1108년)
- 루이 6세 (1108년~1137년)
- 루이 7세 (1137년~1180년)
- 필리프 2세 (1180년~1223년)
- 루이 8세 (1223년~1226년)
- 루이 9세 (1226년~1270년)
- 필리프 3세 (1271년~1285년)
- 필리프 4세 (1285년~1314년)
- 루이 10세 (1314년~1316년)
- 장 1세 (1316년)
- 필리프 5세 (1316년~1322년)
- 샤를 4세 (1322년~1328년)

### 발루아 왕조
- 필리프 6세 (1328년~1350년)
- 장 2세 (1350년~1364년)
- 샤를 5세 (1364년~1380년)
- 샤를 6세 (1380년~1422년)
- 샤를 7세 (1422년~1461년)
- 루이 11세 (1461년~1483년)
- 샤를 8세 (1483년~1498년)

#### 발루아-앙굴렘 왕조
- 루이 12세 (1498년~1515년)

#### 발루아-오를레앙 왕조
- 프랑수아 1세 (1515년~1547년)
- 앙리 2세 (1547년~1559년)
- 프랑수아 2세 (1559년~1560년)
- 샤를 9세 (1560년~1574년)
- 앙리 3세 (1574년~1589년)

### 부르봉 왕조
- 앙리 4세 (1589년~1610년)
- 루이 13세 (1610년~1643)
- 루이 14세 (1643년~1715년)
- 루이 15세 (1715년~1774년)
- 루이 16세 (1774년~1792년)
- 루이 18세 (1814년, 1815년~1824년)
- 샤를 10세 (1824년~1830년)

#### 부르봉-오를레앙 왕조
- 루이 필리프 1세 (1830년~1848년)